# 米尔地区海巴赫
米尔地区海巴赫是奥地利上奥地利州乌尔法尔城郊县的一个市镇。总面积14平方公里，总人口834人，人口密度59.6人/平方公里（2005年）。